# Jaufen-hágó

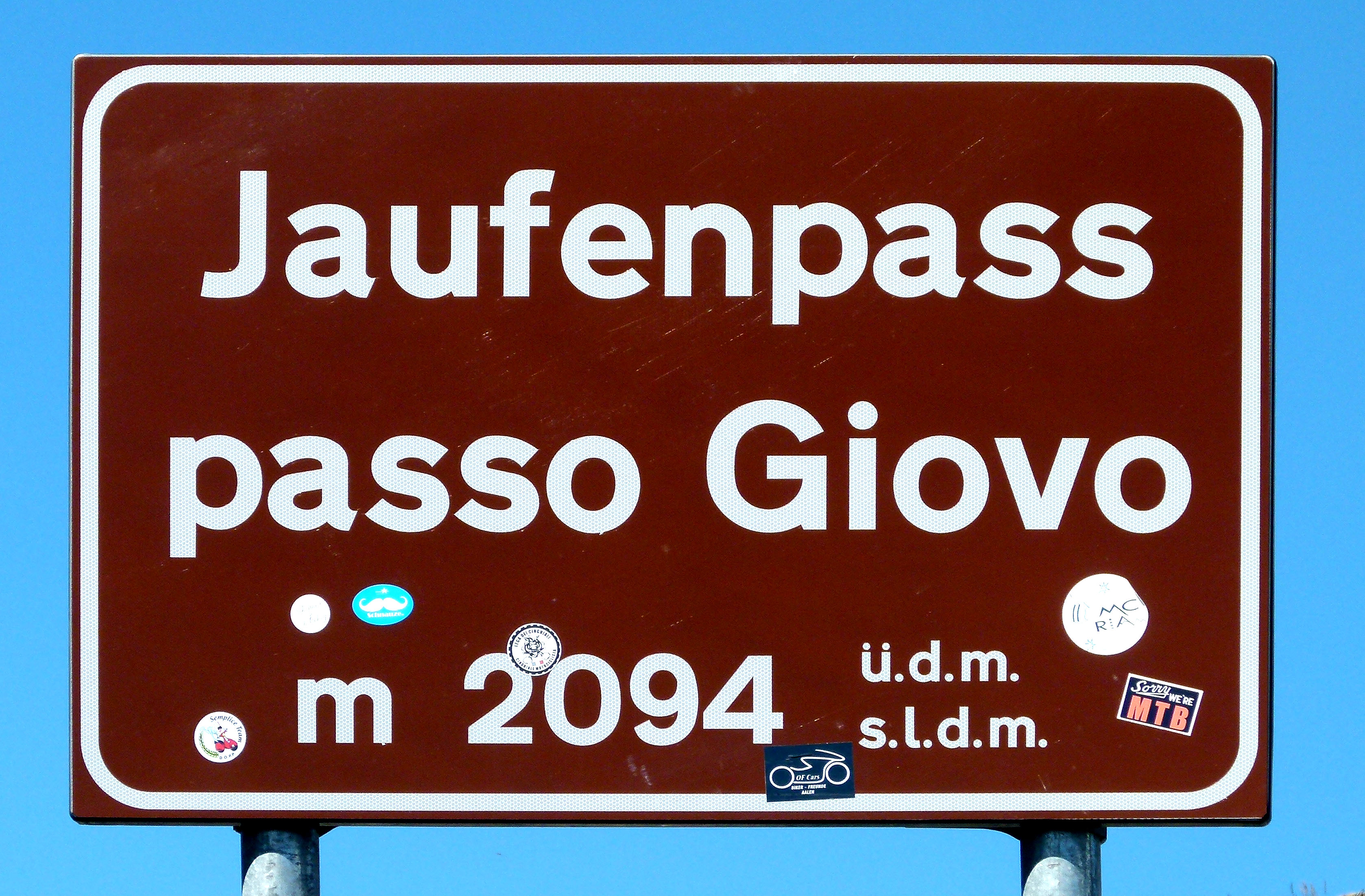
Csúcsjelző tábla "emlékcímkékkel"

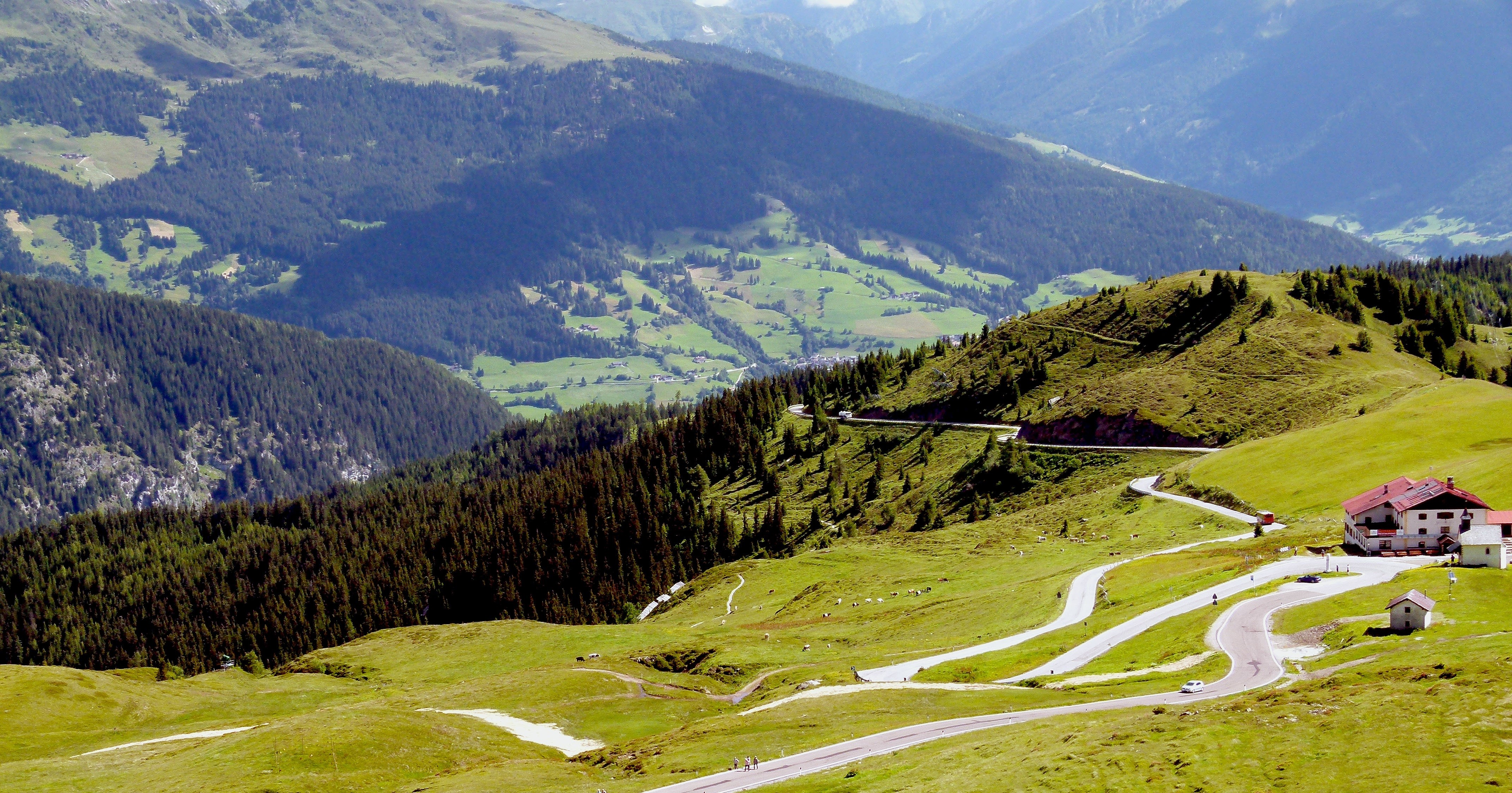
Keleti rámpa

Jaufen-hágó (másként: ném.: Jaufenpass, olaszul: Passo di Monte Giovo) a déltiroli Alpok egyik 39 km hosszú, közúti magashegyi hágója. A hágó (2094 m. tszfm.) és a 44. sz. hágóút a Wipptali Vipitenót (Sterzinget) köti össze San Leonardóval (St. Leonhard in Passeier), illetve az utóbbi közvetítésével egyrészt dél felé  Meranóval, másrészt az északnyugat felé haladó 44b. főközlekedési úton található, 2474 m. tszf. magasságú Timmels-hágóval és azon át az ausztriai stubaitalbeli  186. sz. közúttal és (Untergurgl) településsel. A hágó - a hozzá közvetlenül és közvetetten vezető hágóutak együttesen - igen fontos, nemzetközi távolsági utakhoz vezetnek (E45, (A32) Brennerautobahn és 12 fkl. út; illetve az E60 (A12) Westautobahn, 171. sz. főút; Délnyugatra pedig a Vinschgaun (Val Venostán) végighaladó 38. sz. autóúttal). Mindezért magától értetődik a hágó és hágóutak állandó, jelentős forgalmi terheltsége. A hágó és hágóutak forgalmi jelentőségéhez társul a környező térség táji-természeti értékei által keltett idegenforgalmi-turisztikai érdeklődés járműterhelése is. A hágóutat északon a stubai Alpok déli nyúlványainak sora, délről a Hohe Warte (Guardialta  (2746 m) hegyvonulata kísérik.

## Elnevezése
A Jaufen szó egy római kori kifejezésből származik. A római juvu (latinul: iugum) kifejezése megegyezik a német Joch-hal.

## A hágó és hágóút története

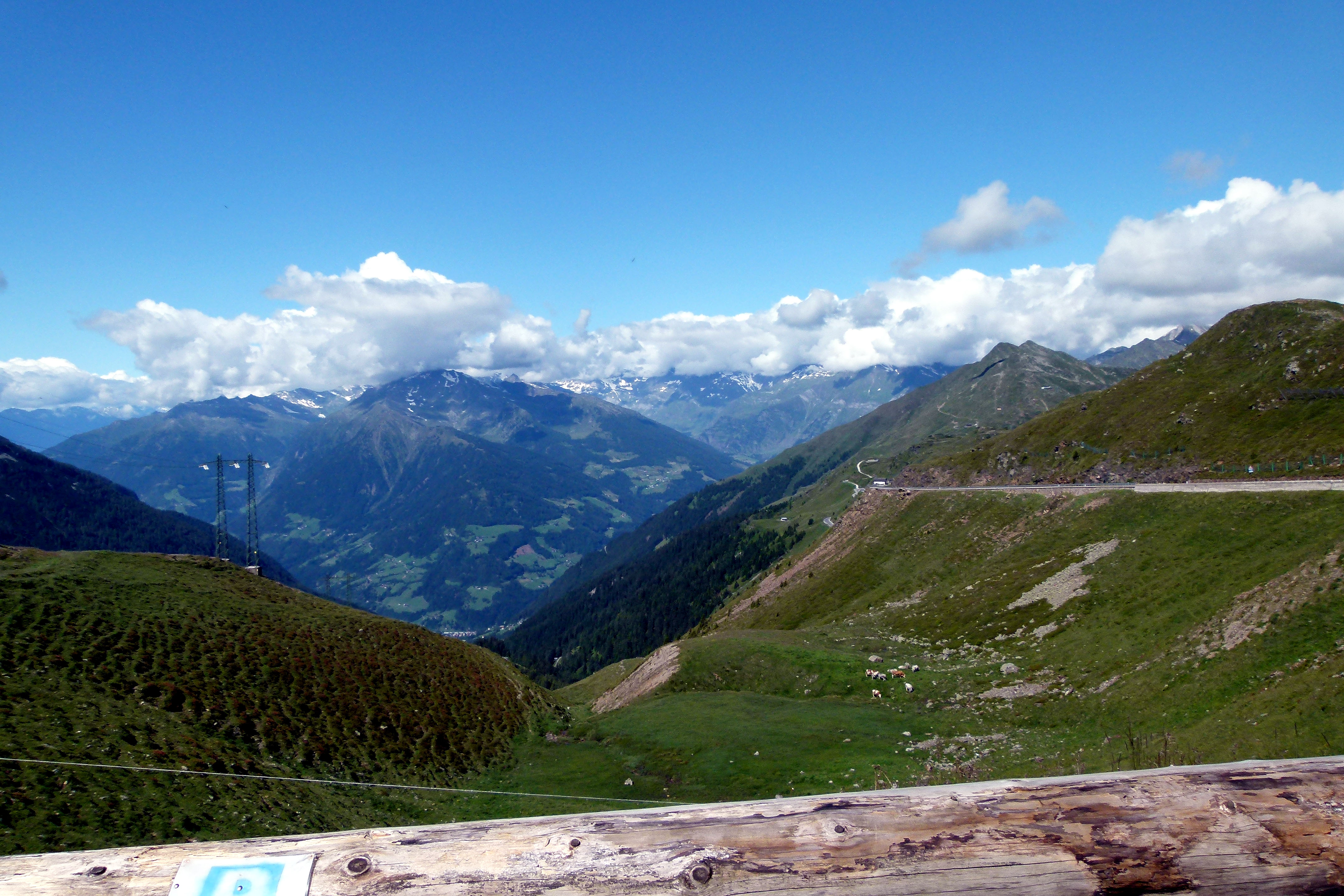
Jaufen-hágó, délnyugati rámpa

A Jaufent vadászok már a kőkorszakban, annak teljes időszaka alatt végig használták és bejárták. Ennek nyomait egy szélesebb hegykoszorún fellelt maradványok jelzik (ez a hely a jelenlegi út és a korábbi málhásút közé esik) és szabadon nyúlik tovább. Aztán később a hágóhasználatot elfelejtették, az átkelés egy időre megszűnt. De a bronzkorban a hágós kapcsolat ismét használatba került, amit egy, a Jaufen-völgyben talált tőr is bizonyít.
A régi ösvényt aztán a következőkben málhásúttá a rómaiak is kiépítették, feltehetően valamikor 200-körül. Ebben az időben került kiépítésre a Brenner-út, mint állandó közlekedésre alkalmas völgyút. Azonban a Brennerút építése közben az Eisack-Schluchtnál (Eisack-szoros) képződött építési nehézségek miatt pótlólagosan és időlegesen egy másik, málhásútra lett szükség és ez nevezetesen a Jaufen-málhásút (Jaufen Saumpfad) lett.  Ezen az úton helyenként még burkolatot is építettek.  Mindennek ellenére, ez az út is csak legfeljebb kétkerekű kordék közlekedésére volt alkalmas. Az Esackschlucht útszakasz megépültével a Jaufen - bár ismét elveszítette jelentőségét - mégis fennmaradt.
A Jaufen-hágó és hágóút közlekedési fontosságát, mint adottságot (lehetőséget), viszonylag későn, nem sokkal az első világháború kitörése előtt fedezték fel. Lehet, hogy ennek egyik indítéka a vidékek és országok közti távolsági utak átrendeződése, átépítései is inspirálták, de lehet, hogy katonai, stratégiai célok is.

## A hágó és hágóutak
Mindeddig a hágóforgalmat a régi és keskeny málhásút látta el. Ennek vonalvezetése a mai közúttól némiképpen eltérő, attól valamivel nyugatabbra volt. A Ratschinger patak és a Jaufen patak völgyeit egy hegyhát választja el, ez a korábbi és későbbi útvonalakat is elválasztja egymástól. A korábbi, Jaufen-völgyi út - vélhetően málhásút volt - ami azonban nem közvetlenül a Jaufen-völgyön át érkezett fel a hágóhoz, hanem egy Jaufenwald elnevezésű magaslaton át, amely - az előbbiek szerint  a Jaufenvölgy és a Ratschinger-patak között található. Egyébként azon kívül, hogy a Jaufen-völgyi út használata a csekélyebb emelkedés-viszonyok miatt jelentősen kedvezőbb volt a mai autósút vonalánál, kedvezőbb volt az északi oldal csekélyebb kanyargóssága és hídépítés-mentessége miatt is. Ezen az úton ma is megtalálhatók a három - nagyjából összenőtt - Ober-, Mitte- és Ausertal útifalvak és a Sterzinger Jaufenhaus.
- Keleti hágóút (rámpa): A Brenner-völgyi utakon, Vipiteno előtelepüléseiként meglevő Thuins és Gasteig, Stange agrár-jellegű településekből közelíthető meg, indul a 44. sz. főközlekedési út. Ez a szakasza röviddel a települések elhagyása után két éles hajtű-kanyarral - viszonylag keskeny - erdei útként kanyarog a hegyoldalon. A keleti rámpa első harmada táján újabb két hajtű-kanyarral halad, ezt követően egy fennsík jellegű szakasz következik, majd közvetlenül a hágó előtt újabbak. A keleti rámpa (hágóút) átlagosan 10%-os, kellemes szintemelkedésű. A fennsík jellegű szakaszon kanyargó hágóút, a rajt bonyolódó járműforgalommal, s a környező hegyek koszorújával megkapó látvány, összességében könnyű útszakasz.Ennek az útszakasznak az érdekességét elsősorban az adja hogy a közvetlen hágóközeli utolsó tűkanyarban panorámakilátót létesítettek, amelynek magassága 2099 méter, tehát magasabban van a tulajdonképpeni hágónál. Ennek a kilátóhelynek a közeléhez érkezik fel egy sífelvonó is, a völgyfenéken levő Bichl településből, továbbá innen indul egy terepösvény Flicknerhüttéhez, ahol szintén sífelvonó is működik.
- A hágóterület (hágócsúcs): a hágóként jelölt magaslat egy kisebb, kanyarban levő út melletti platót képez. Viszonylag tágasabb felületet biztosít a motoros járművek számára, de meglehetősen szűköset az autósoknak. A hágón kis, szűk-választékú büfé üzemel (kiülős kis szabadtéri terasz-asztalokkal és padokkal). Oldalfalán turistatérképes tájékoztatóval.
- Nyugati hágóút (rámpa): A hágóterületről betekintve a délnyugati útfolytatás irányába, a keleti feljárónál erősebb útszakasz feltételezhető. Ez részben a markánsabb felszíni környezet, részben a szinte azonnal kezdődő-mélyülő szerpentines hajtűkanyarok gyorsan mélyülő útszakasz miatt érződik. A hágóút további része kevésbé magasság-csökkentő, majd az út végéhez közeledve, újabb hajtűkanyarokat követve érkezünk St. Leonhard in Passeier-hez, a hágóút végét képező településközpont útelágazásaihoz. A település jellegzetes völgyfenék-típusú, meglehetősen sűrűen beépített. A déli útelágazás Meranoba tart (továbbra is SS 44-es jelöléssel), az északkelet-irányú pedig az osztrák-olasz határon levő Timmelsjoch hágóhoz (44b jelöléssel). Ezen a délnyugati hágóúton fekszik Walten település, ahonnan terepösvény/túraút) vezet a Hochwart (2746 m) völgyébe. St. Leonhardból lehet eljutni a Jaufenburgba.

## Természeti környezet

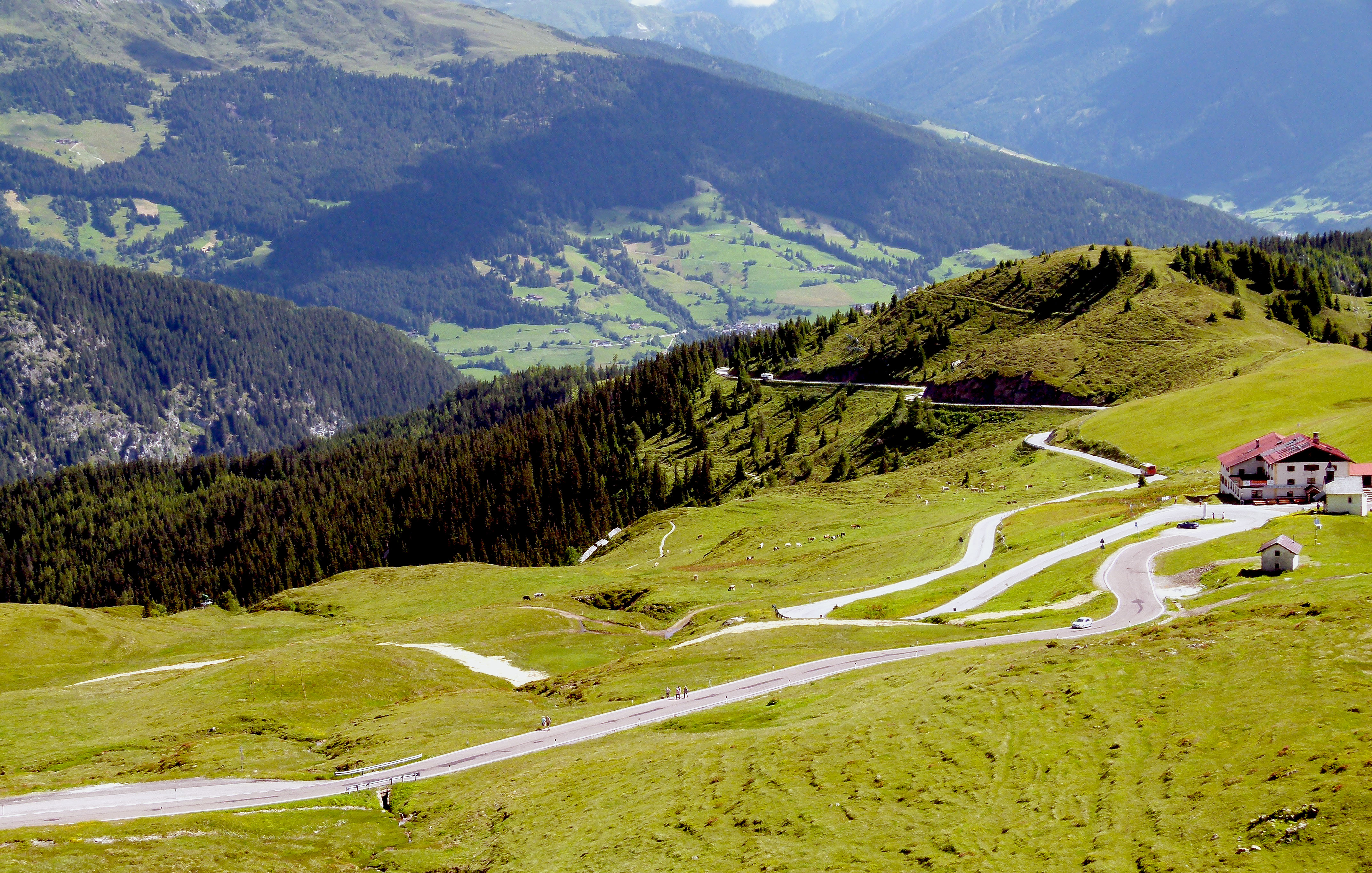
Ratschingstal

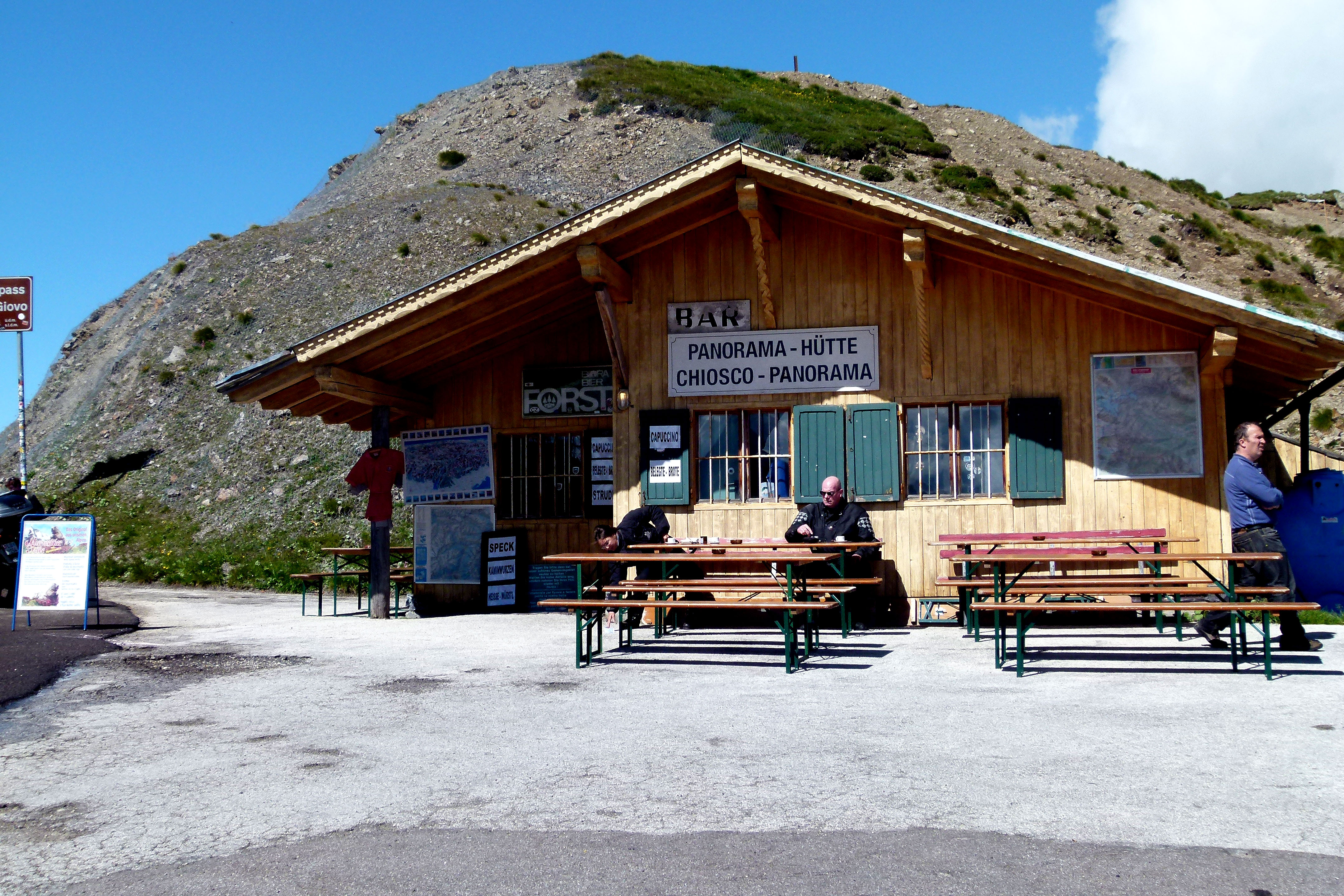
Panoramahütte

A hágóút teljes hosszát a két közrefogó patak völgyei kísérik, saját kitárulkozásuk mellett nagyon szép rálátásokat is biztosítva mind a Stubai-, mind a déli Sarntali-Alpok csúcsai felé. (Mivel a turisták és kirándulók hegycsúcs-panorámakép beazonosításai általában nehézkesek, ennek némi megkönnyítését szolgálná a következő csúcsok felsorolása.) Nevezetesen: 
- északkeleten a Hohe Fersee (2669 m), Rinnerspitze (2824 m), távolabbi hegyfüggönyként pedig a Sonnautal feletti Telfer Weißen (2588 m), a Hocheck (2667 m), a Botser (3251 m) és már egész északon a határszéli, már osztrák Wilder Freiger (3418 m), Zuckerhütl (3507 m), Sonklarspitze (3467 m) hegycsúcsok.
- A délkeleti természeti kíséretet a Sarntali-Alpok csúcsai adják, amelyek valamivel alacsonyabbak, s nincsenek annyira az utazó szempillantása elé helyezve. Itt a Zinselen (2422 m), a Penser joch (2215 m), Weißerhorn (2215 m), Wanser Joch (2247 m), Hochwart (2746 m), csúcsok találhatók a déli szomszédos Talfer patak völgyének ösvényére felfűzve.
- A feltáruló völgyekben mazsolaszerűen látható egyedi és társas hütték jelzik, hogy a térség jó adottságokkal büszkélkedhet a különféle nehézségfokú mászóturizmus és természetesen a téli sísport számára.